# Hostínova Lhota
Hostínova Lhota (německy Hossenschlag) je osada, součást obce Černá v Pošumaví v okrese Český Krumlov. Nachází se v Šumavském podhůří, v katastrálním území Černá v Pošumaví, jeden kilometr severovýchodně od Muckova a čtyři kilometry východně od Černé v Pošumaví.
Hostínova Lhota byla součástí obce Plánička, v 80. letech 19. století se stala součástí obce Muckov. S ním byla roku 1960 přičleněna k Černé v Pošumaví a zároveň ztratila status evidenční části obce.

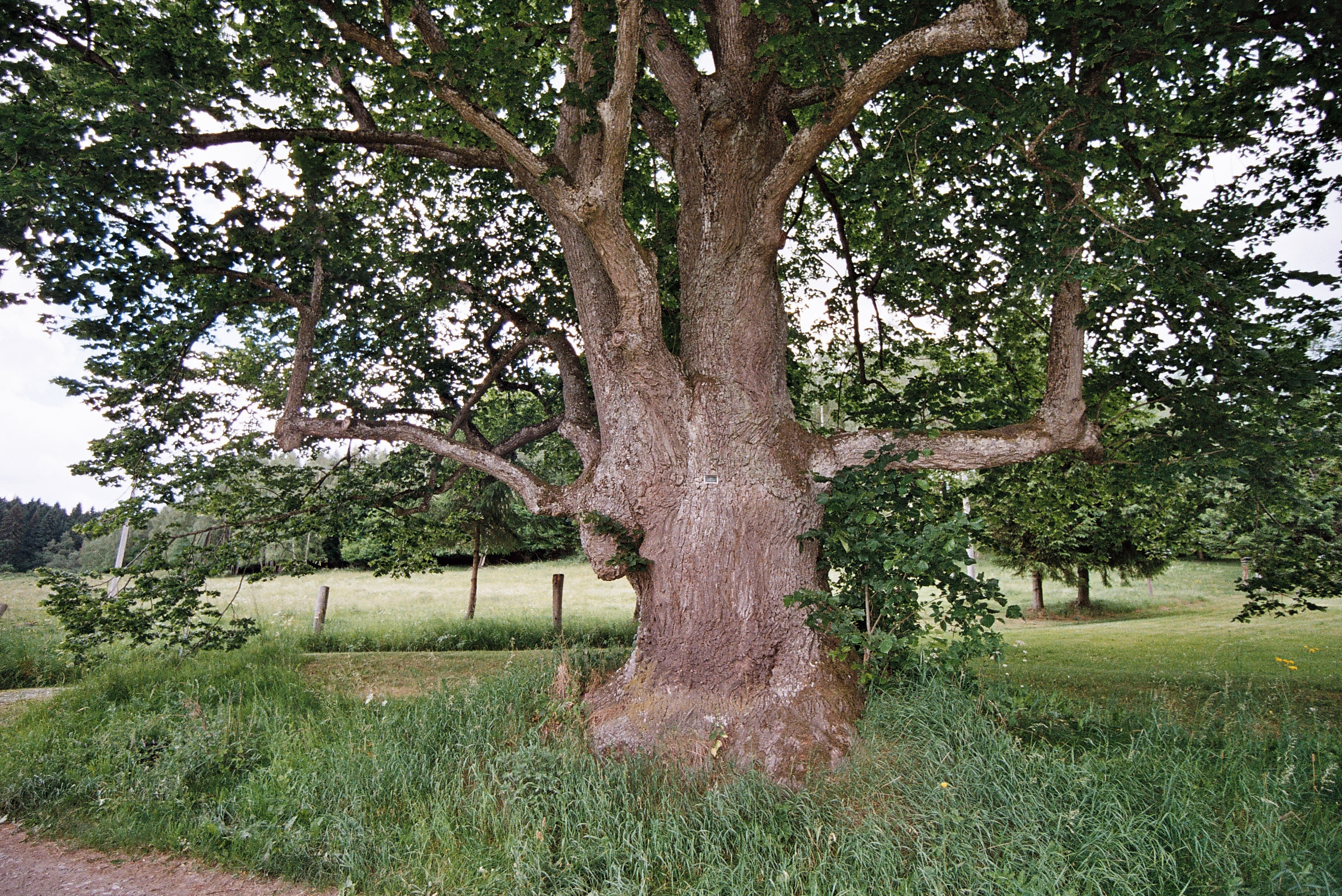
Lípa v Hostínově Lhotě

V osadě se nachází památný strom lípa malolistá pod názvem Lípa v Hostínově Lhotě.